# قنجر كثير الأسنان
قنجر كثير الأسنان (الاسم العلمي: Conger triporiceps) (بالإنجليزية: Manytooth conger eel)‏ هو نوع من الأسماك يتبع جنس القنجر من الفصيلة القنجرية.